# 15301 Marutesser
15301 Marutesser eller 1992 SC2 är en asteroid i huvudbältet som upptäcktes den 21 september 1992 av de båda tyska astronomen Freimut Börngen och Lutz D. Schmadel vid Tautenburg-observatoriet. Den är uppkallad efter Marianne Ute Esser.
Asteroiden har en diameter på ungefär 4 kilometer och den tillhör asteroidgruppen Koronis.